# آکادمی موسیقی فیلادلفیا
آکادمی موسیقی فیلادلفیا که با نام آکادمی موسیقی آمریکا نیز شناخته می شود، یک سالن کنسرت و خانه اپرا است که در خیابان 240 S. Broad در فیلادلفیا، پنسیلوانیا واقع شده است.
آکادمی علیرغم نامش هرگز دارای مدرسه موسیقی نبوده است.
این مکان بین خیابان‌های Locust و Manning در منطقه خیابان هنر سنتر سیتی واقع شده است.

این تالار در سال‌های ۱۸۵۵–۱۸۵۷ ساخته شد و قدیمی‌ترین سالن اپرای ایالات متحده است که هنوز برای هدف اصلی خود استفاده می‌شود.  این مکان که به عنوان "بانوی بزرگ خیابان ملخ" شناخته می شود، محل برگزاری باله و اپرای فیلادلفیا است.  ارکستر فیلادلفیا از زمان تأسیس آن در سال ۱۹۰۰ تا سال ۲۰۰۱، زمانی که ارکستر به مرکز جدید هنرهای نمایشی کیمل نقل مکان کرد، نیز در آن قرار داشت. 
ارکستر فیلادلفیا همچنان مالکیت آکادمی را حفظ کرده است.
این سالن در سال ۱۹۶۲ به عنوان یک بنای تاریخی ملی تعیین شد.